# Slotsbryggen (Nykøbing Falster)
Slotsbryggen er en bydel i Nykøbing Falster på Falster. Den ligger vest for Engboulevarden ud til Guldborg Sund. Bydelen ligger umiddelbart nord for, hvor det tidligere Nykøbing Slot lå. Det er et relativt nybygget område med lejligheder, cafeer og butikker, Nordisk Film Biografer Nykøbing og en lystbådehavn.
Tingsted Å løber ud i havnen ved biografen.